# Karl Philipp Moritz
Karl Philipp Moritz (ur. 15 września 1756 w Hamelin, zm. 26 czerwca 1793 w Berlinie) – niemiecki pisarz, którego twórczość zaliczana jest do okresów Sturm und Drang oraz weimarskiej klasyki, jego utwory miały także wpływ na wczesny romantyzm. W swoim barwnym życiu był uczniem kapelusznika, aktorem, nauczycielem, dziennikarzem, krytykiem literackim i profesorem sztuki.
Wśród jego studentów znaleźli się Ludwig Tieck oraz Alexander von Humboldt. Sam Moritz przyjaźnił się z Goethem, Mosesem Mendelssohnem i Asmusem Jakobem Carstensem.